# Cybaeus charlesi
Espèce
Cybaeus charlesi est une espèce d'araignées aranéomorphes de la famille des Cybaeidae.

## Distribution
Cette espèce se rencontre aux États-Unis et au Canada.

## Publication originale
- Bennett, Copley & Copley, 2016 : Cybaeus (Araneae: Cybaeidae): the Nearctic species of the Holarctic clade. Zootaxa, no 4164(1), p. 1-67.